# Испытание сейсмостойкости

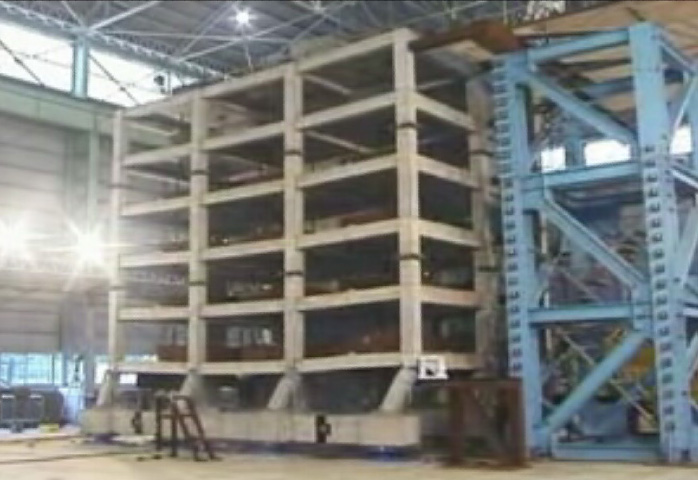
Испытание железобетонного здания на сейсмоплатформе [https://www.youtube.com/watch?v=3z4YLUqOysI

Сравнительное испытание двух одинаковых моделей зданий на сейсмоплатформе.

Испытание сейсмостойкости (Earthquake performance evaluation), как составная часть исследования сейсмостойкости, необходимо для понимания работы зданий и сооружений под сейсмической нагрузкой. Оно бывает, в основном, двух видов: полевое (натурное) и на виброплатформе. Удобнее всего испытывать модель здания на виброплатформе, воссоздающей сейсмические колебания. Подобные эксперименты начали производить в начале XX века.
Сейсмические испытания проводятся на больших или меньших моделях зданий и сооружений в течение многих лет, однако их стоимость довольно высока. Чтобы снизить эту стоимость, может применяться методика, называемая Performance Factor Protocol, впервые предложенная для экспериментальной проверки эффективности сейсмической изоляции.